# Proterops borneoensis
Proterops borneoensis är en stekelart som beskrevs av Szepligeti 1902. Proterops borneoensis ingår i släktet Proterops och familjen bracksteklar. Inga underarter finns listade i Catalogue of Life.